# CHAGE&ASKA CONCERT TOUR 電光石火 〜TUG OF C&A PRESENTS PREVIEW in 幕張メッセ〜 Aug.1999
『CHAGE&ASKA CONCERT TOUR 電光石火 〜TUG OF C&A PRESENTS PREVIEW in 幕張メッセ〜 Aug.1999』（チャゲアンドアスカ コンサート・ツアー でんこうせっか タッグ・オブ・チャゲアンドアスカ プレゼンツ プレビュー イン まくはりメッセ）は、CHAGE and ASKAのコンサート・ツアー及びライブ・ビデオ。2019年に『CHAGE and ASKA LIVE DVD BOX 4』のうちの1枚として発売された。発売元はヤマハミュージック。

## 概要
1999年8月28日と29日に幕張メッセにて行われ、ファンクラブ会員限定でのみ参加できた『CONCERT TOUR 電光石火』のプレライブ「TUG OF C&A Presents Preview in 幕張メッセ」の模様を収録。
その後に開催された『ASIAN TOUR NO DOUBT -Supported by NEC-』から北京・上海公演のバックステージの模様も一部収録されている。

## リリース
完全受注生産で期間限定発売となった「CHAGE and ASKA LIVE DVD BOX 4」には「CHAGE&ASKA CONCERT TOUR 電光石火 〜TUG OF C&A PRESENTS PREVIEW in 幕張メッセ〜 Aug.1999」のほかに「ASIAN TOUR 1994 LIVE IN HONG KONG」「CHAGE&ASKA LIVE IN KOREA 韓日親善コンサート Aug.2000」も収録されている。

## 収録曲
1. no doubt
作詞・作曲：ASKA
2. the conner
作詞・作曲：ASKA
3. 青春の鼓動
作詞・作曲：ASKA
4. もうすぐ僕らはふたつの時代を超える恋になる
作詞・作曲：CHAGE
5. higher ground
作詞・作曲：ASKA
6. 終章（エピローグ）
作詞：CHAGE・田北憲次　作曲：CHAGE
7. 好きになる
作詞・作曲：ASKA
8. two of us
作詞・作曲：CHAGE
9. 僕がここに来る前に
作詞・作曲：ASKA
10. 熱帯魚
作詞・作曲：CHAGE
11. 群れ
作詞・作曲：ASKA
12. swear
作詞・作曲：CHAGE
13. もうすぐだ
作詞・作曲：ASKA
14. Sea of Gray
作詞：ASKA　作曲：CHAGE・村上啓介
15. この愛のために
作詞・作曲：ASKA
16. NO PAIN NO GAIN
作詞・作曲：ASKA
17. 流恋情歌
作詞・作曲：ASKA
18. SAY YES
作詞・作曲：ASKA
19. 恋人はワイン色
作詞・作曲：ASKA
20. WALK
作詞・作曲：ASKA